# هاوية العشق (مسلسل)
هاوية العشق (بالإسبانية: Abismo de pasión)‏٬ (بالإنجليزية: Abyss of Passion)‏٬ هو مسلسل مكسيكي من إنتاج أنجيلي نسما ميدينا وتأليف كاريداد برافو آدامز لتيليفيزا. وهو طبعة جديدة من مسلسل (Cañaveral de Pasiones)، الذي أنتجه هومبرتو زوريتا وكريستيان باخ في عام 1996. وكلا المسلسلين تعتمد على القصة الأصلية لكاريداد برافو آدامز٬ وتنقسم إلى روايتين، نشرت في عام 1959 لكل من مسلسل: (Una sombra entre los dos) و(Al pie del altar)..باللغة الإسبانية..
أنجيليك بوير٬ ديفيد زيبيدا، ليفيا بريتو، مارك تاتشر، والممثل الرائد أليخاندرو كاماتشو والممثلة الرائدة بلانكا غيرا، نجوم الشخصيات الرئيسية، في حين أن سابين موسيير، سلفادور زربوني وألتاير خربو من بين نجوم الخصوم الرئيسية.
تمّ بث المسلسل لأول مرة في 23 جانفي، 2012، على القناة المكسيكية (النجوم) بدأ بثه في تمام الساعة 9:30 مساء، بينما تم بث الحلقة الأخيرة يوم 2 سبتمبر، وكان الانتهاء الأصلي من إنتاج مسلسل هاوية العاطفة في 14 نوفمبر، 2011.
تم عرض المسلسل في العالم العربي بداية من ماي عام 2015 على قناة أبوظبي دراما.

## الإستقبال
عند بث القناة الأمريكية (يونيفيسيون) نهاية مسلسل هاوية العشق٬ في 5 نوفمبر 2012 ٬ بلغ متوسط المشاهدة٬ 5.4 مليون مشاهد.

## طاقم التمثيل
- أنجيليك بوير - اليسا كاستانيون بوفيير
- ديفيد زيبيدا - داميان آرانغو موندراغون
- ليفيا بريتو - بالوما ميندوزا غونزالس
- مارك تاتشير - غايل آرانغو نافارو
- أليخاندرو كاماتشو - أوغوستو كاستانيون
- بلانكا غيرا - الفونسينا موندراغون دي آرانغو
- سابين موسيير - كارمينا بوفيير
- ألتاير جربو - فلورنسيا لاندوتشي
- Salvador Zerboni - غابينو ميندوزا
- Rene Casados - الأب غوادالوبي «لوبي» موندراغون
- Alexis Ayala - الطبيب. إدموندو توفار
- Nailea Norvind - بيغونيا

| الممثل/الممثلة     | الدور                                           | الملاحظة |
| ------------------ | ----------------------------------------------- | --- |
| *أليخاندرو كاماتشو | دون أوغوستو كاستانيون                           | مالك مزرعة سييلو أبييرتو٬ والد اليسا المتوفي٬ أرمل استيفانيا المتوفية٬ زوج كارمينا المتوفي٬ صديق روسيندو المتوفي٬ صديق لوسيو وإدموندو٬ يحب كينيا٬ كارمينا تطلق عليه النار حتى الموت. |
| *بلانكا غيرا       | دونا الفونسينا موندراغون دي آرانغو              | - |
| *أنجيليك بوير      | اليسا كاستانيون بوفيير دي آرانغو                | - |
| *ديفيد زيبيدا      | داميان آرانغو موندراغون                         | - |
| *ليفيا بريتو       | بالوما ميندوزا غونزالس دي آرانغو                | - |
| *مارك تاتشير       | غايل آرانغو نافارو                              | - |
| *سابين موسيير      | كارمينا بوفيير دي كاستانيون                     | - |
| *لودفيكا باليتا    | دونا استيفانيا بوفيير دي كاستانيون              | - |
| *سيزار إيفوارا ‏    | دون روسيندو آرانغو                              | - |
| *ألتاير جربو       | فلورنسيا لاندوتشي كانتو دي توبار                | - |
| *Salvador Zerboni  | دون غابينو ميندوزا                              | - |
| *Alexis Ayala      | الطبيب. إدموندو توبار                           | - |
| *إريك ديل كاستيو   | دون لوسيو اليسوندو                              | - |
| *يوجينيا كودورو    | دولوريس "لوليتا" مارتينز                        | - |
| *فرانسيسكو جاتورنو | براوليو شينريوس                                 | - |
| *راكيل اولميدو     | دونا رامونا غونزالس                             | - |
| *Nailea Norvind    | بيغونا دي توبار                                 | - |
| *Armando Araiza    | هوراسيو راميرز                                  | - |
| *Isaura Espinoza   | دونا مارو                                       | - |
| *Dacia González    | دونا بلانكا "نينا"/"بلانكيتا" موريال دي ليسوندو | - |
| *سيرجيو ماير       | باولو لاندوتشي                                  | - |
| *Isabella Camil    | إنغريد نافارو . دي جاسو                         | - |
| *Vanessa Arias     | أنطونيا "طونيا" ميندوزا دي شينريوس              | - |
| *Alberto Agnesi    | إنريكي توبار                                    | - |
| *Lourdes Munguia   | كارولينا "كاريتو" ميراز                         | - |
| *Ricardo Dalmacci  | دون غيدو لاندوتشي                               | والد فلورنسيا المتوفى٬ شقيق باولو٬ زوج مارسيلا٬ واقع في حب الفونسينا، يقتل على يد إنغريد.                                                                                            |
| *Andrea Molinari   | مارسيلا كانتو دي لاندوتشي                       | - |
| *إزميرالدا بيمنتل  | كينيا جاسو نافارو                               | - |
| *Jade Fraser       | سابرينا توبار                                   | - |
| *Adriano Zendejas  | فيسينتي "سينتي" ميندوزا                         | - |
| *Rene Casados      | الأب غوادالوبي "لوبي" موندراغون                 | - |
| *جوستافو روجو      | أوبيسبو                                         | - |
| *Maricarmen Vela   | دونا إيدوفيغز بيلتران                           | - |
| *Africa Zavala     | ريميذيوس غونزالس                                | - |

## روابط خارجية
- هاوية العاطفة على موقع IMDb (الإنجليزية)
- هاوية العاطفة على موقع فيلمافينيتي (الإسبانية)
- هاوية العاطفة على موقع كينوبويسك (الروسية)
- هاوية العاطفة على موقع قاعدة بيانات الفيلم (الإنجليزية)